# Advanced Host Controller Interface

NCQ umožňuje jednotce určit optimální pořadí, ve kterém by měly být načteny čekající požadavky.To může, jako v tomto případě, umožnit jednotce splnit všechny požadavky v menším počtu otáček, a tedy v kratším čase.

Advanced Host Controller Interface (AHCI) je v informačních technologiích univerzální rozhraní pro komunikaci se SATA řadiči nezávislé na konkrétním hardware (nebo výrobci), které implementuje i pokročilé funkce. Firma Intel, která je autorem specifikace, popisuje ve standardu strukturu paměti pro výměnu dat mezi hostitelským systémem a řadičem, podle kterého výrobce řadič vyrobí.

## Charakteristika
Aktuální verze specifikace je 1.3 (červen 2008). AHCI nabízí vývojářům softwaru a hardwaru standardní metodu pro detekci, konfiguraci a programování SATA/AHCI adaptérů. Standard AHCI je oddělen od standardu SATA 3Gb/s, ačkoliv obsahuje pokročilé schopnosti SATA (například hot swapping a native command queuing), které je možné využít.

### Zpětná kompatibilita
Mnoho SATA řadičů nabízí volitelné režimy provozu: starší „legacy“ PATA režim, standardní AHCI režim nebo prodejcem specifikovaný RAID. Firma Intel doporučuje zvolit pro maximální flexibilitu na svých základních deskách (které také umožňují AHCI) raději RAID režim, než rovnou AHCI/SATA režim kvůli problémům způsobeným při přepnutí režimu až po instalaci systému. Legacy režim zajišťuje softwarově zpětnou kompatibilitu, která umožňuje na SATA řadiči používat starší operační systémy, které SATA řadiče nepodporují (například Windows XP), avšak typicky poskytuje nižší rychlost komunikace s pevným diskem. Alternativně je možné do starších systémů ovladač do instalačního média doplnit nebo při instalaci použít disketu.
V IDE nebo tzv. legacy módu jsou pravděpodobně podporována nanejvýše 4 zařízení. PCI IDE kontroler podporuje hlavní a vedlejší kanál se dvěma zařízeními na kanál. "upto two channels (primary and secondary) with two devices per channel for a total of four IDE devices".  To je v kontrastu s kontrolérem podporujícím AHCI. V takovém případě je podporováno portů (tedy zařízení) 32: "AHCI host devices (referred to as host bus adapters, or HBA) support from 1 to 32 ports". 

## Podpora AHCI
AHCI je plně podporováno pro Microsoft Windows Vista, Windows 7 a operační systém Linux od jádra verze 2.6.19. Také FreeBSD a některé verze NetBSD podporují AHCI. OpenBSD má ovladač AHCI od verze 4.1. AHCI podpora pro Solaris 10 byla zavedena ve vydání 8/07. Starší operační systémy vyžadují specifické hardwarové ovladače pro podporu AHCI.